# Vlietwoning
De Vlietwoning is een monumentale boerderij, in Naaldwijk, Zuid-Holland uit de vijftiende eeuw en daarmee de oudste van het Westland. 
Op de locatie van de Vlietwoning, centraal in de Vlietpolder en dicht bij de monding van het Leestelsel, heeft mogelijk vanaf de twaalfde eeuw al een boerderij gestaan. De naam Vliet verwijst naar het Vlietje dat een zijtak was van de Lee en dat door de polder stroomde. De eerste versie was waarschijnlijk een ontginningsboerderij aangezien vanaf die plek de Vlietpolder is ontgonnen. Het huidige bouwwerk verving de eerdere boerderij in de vijftiende eeuw, mogelijk in 1436. Het gebouw staat op een verhoging in het landschap; een terp van circa een meter en waarschijnlijk heeft ernaast een kasteeltoren gestaan. Dat blijkt uit een vermelding waarin Hoogwerf wordt genoemd wat duidt op een mottekasteel. Het woongedeelte aan de voorkant is van jongere leeftijd. Dit stamt uit de zestiende en zeventiende eeuw wat te zien is aan gotische en vroegrenaissantische sleutelstukken, de eikenhouten constructie van het plafond en de kloostermoppen in het kelderdeel. De eigenaar in de zestiende eeuw, Willem Corssen van der Vliet, schonk grond voor de bouw van het Oude Raadhuis in Naaldwijk.
De Vlietwoning werd in 1766 openbaar verkocht aan Pieter Sprenkhuijsen. Twee kleinzonen van Pieter lieten een woning bouwen aan de Lange Broekweg en verhuurden nadien de Vlietwoning. Toen de laatste telg overleed in 1899 werden het huis aan de Lange Broekweg 2 en de Vlietwoning geschonken aan de Adrianusparochie van Naaldwijk. De Vlietwoning bleef de parochie verpachten. In 1950 werd een woning naast de boerderij gebouwd en sindsdien werd de boerderij niet meer gebruikt voor bewoning. Dertig jaar later in 1980 werden de boerderij en woonhuis gekocht door Ruigrok. In 2004 nam het Schaatsmuseum intrek in het gebouw en een jaar later werd het gebouw een rijksmonument. Een brand door kortsluiting verwoestte in 2009 een groot deel van de boerderij. De jaren daarna is gewerkt aan de herbouw en restauratie van het pand. Op 8 april 2021 is de boerderij overgedragen aan Stichting Boerderij De Vlietwoning. 
De boerderij is van het type krukhuisboerderij. De achterzijde is gericht op de Burgemeester Elsenweg, N213. Het woongedeelte bezit een opkamer met een bedstede. De kelder is gerenoveerd in de negentiende eeuw maar bevat nog restanten van een kruisgewelf.